# Nowy Duninów (gmina)
Pour les articles homonymes, voir Nowy Duninów.
Nowy Duninów est une gmina rurale (gmina wiejska) de la powiat de Płock, dans la Voïvodie de Mazovie, dans le centre-est de la Pologne.
Son siège administratif (chef-lieu) est le village de Nowy Duninów qui se situe environ 16 kilomètres à l'ouest de Płock (capitale de la powiat) et 112 kilomètres à l'ouest de Varsovie (capitale de la Pologne).
La gmina couvre une superficie de 144,79 km2 pour une population de 3 884 habitants en 2006.

## Histoire
De 1975 à 1998, la gmina est attachée administrativement à la voïvodie de Płock.

Depuis 1999, elle fait partie de la voïvodie de Mazovie.

## Géographie
La gmina inclut les villages et localités de:

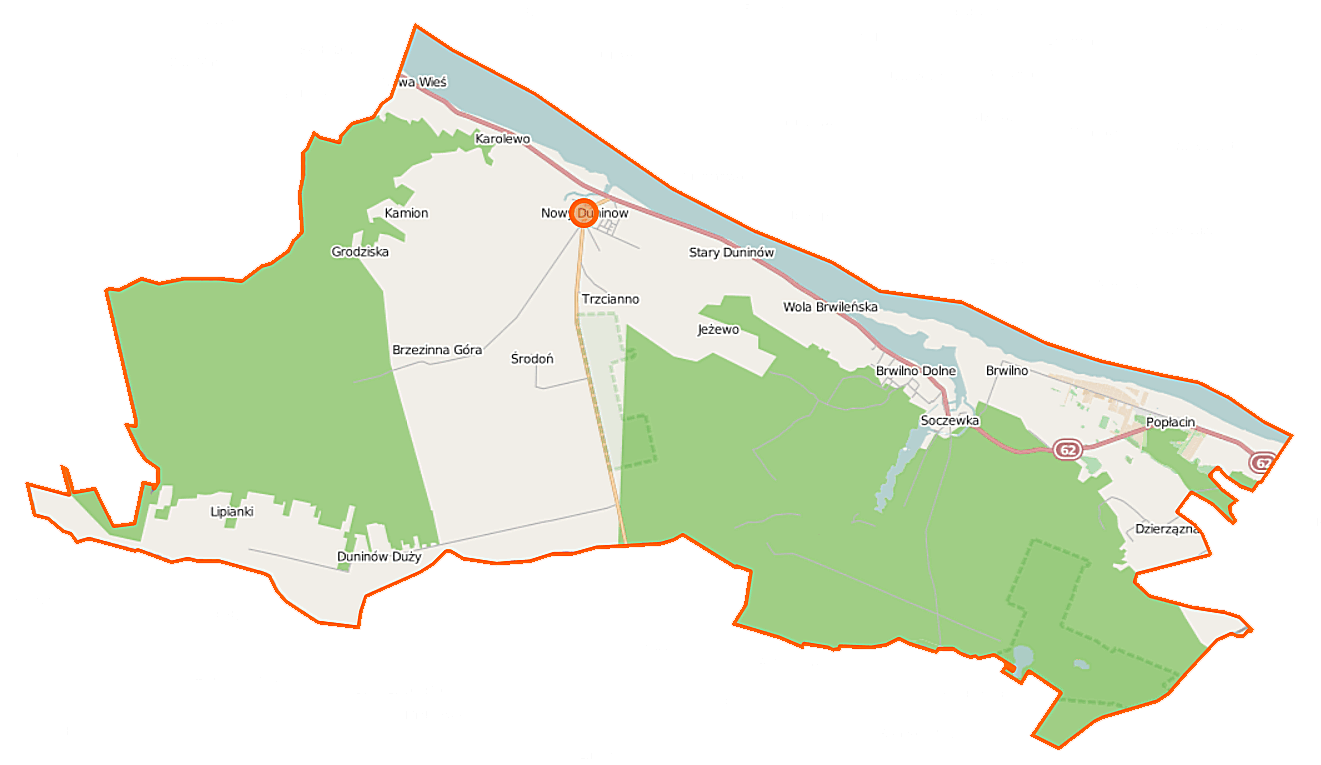
Plan de la gmina

- Brwilno
- Brwilno Dolne
- Brzezinna Góra
- Duninów Duży
- Dzierzązna
- Grodziska
- Jeżewo
- Kamion
- Karolewo
- Lipianki
- Nowa Wieś
- Nowy Duninów
- Popłacin
- Soczewka
- Środoń
- Stary Duninów
- Trzcianno
- Wola Brwileńska

### Gminy voisines
La gmina de Nowy Duninów est voisine de :
- la ville de :
  - Płock
- et des gminy suivantes :
  - Baruchowo
  - Brudzeń Duży
  - Gostynin
  - Łąck
  - Stara Biała
  - Włocławek

## Structure du terrain
D'après les données de 2002, la superficie de la commune de Nowy Duninów est de 144,79 km2, répartis comme tel :
- terres agricoles : 22%
- forêts : 66%

La commune représente 8,05% de la superficie du powiat.

## Démographie
Données du 30 juin 2004 :
| Description        | Total  | Total | Femmes | Femmes | Hommes | Hommes |
| ------------------ | ------ | ----- | ------ | ------ | ------ | ------ |
| Unité              | Nombre | %     | Nombre | %      | Nombre | %      |
| Population         | 3 899  | 100   | 2 002  | 51,3   | 1 897  | 48,7   |
| Densité (hab./km²) | 26,9   | 26,9  | 13,8   | 13,8   | 13,1   | 13,1   |